# Solamen megas
Solamen megas är en musselart som först beskrevs av Dall 1902.  Solamen megas ingår i släktet Solamen och familjen blåmusslor. Inga underarter finns listade i Catalogue of Life.